# Sebastián Gallegos
Sebastián Gallegos, vollständiger Name Sebastián Agustín Gallegos Berriel, (* 18. Januar 1992 in Treinta y Tres) ist ein uruguayischer Fußballspieler.

## Karriere

### Verein
Der 1,70 Meter große Offensivakteur Gallegos stand zu Beginn seiner Karriere mindestens in der Clausura 2009 im Kader des uruguayischen Erstligisten Danubio. Allerdings kam er dort nicht in der höchsten uruguayischen Spielklasse zum Einsatz. Seit der Spielzeit 2009/10 stand er bei Atlético Madrid unter Vertrag. In der Primera División kam er dort nicht zum Zug wurde aber bei Atlético Madrid B in der Segunda División viermal (ein Tor) und in der Folgesaison sechsmal eingesetzt. Die Spielzeit 2011/12 verbrachte er sodann auf Leihbasis in Reihen des FC Badalona. Acht absolvierte Partien in der Segunda División stehen dort für ihn zu Buche. Im August 2012 kehrte er nach Uruguay zurück und spielte fortan für den Club Atlético Peñarol, bei dem er einen Zweijahresvertrag unterschrieb. Insgesamt absolvierte er in der Saison 2012/13 13 Begegnungen (zwei Tore) in der Primera División sowie zwei Partien in der Copa Libertadores und wurde mit den Aurinegros Uruguayischer Meister. Im September 2013 schloss sich der von Daniel Fonseca beratene Gallegos dem in der Lega Pro Prima Divisione spielenden italienischen Verein Como Calcio an. Für Como bestritt er zehn Ligaspiele (zwei Tore). Am 3. September 2014 wechselte Gallegos in die rumänische Liga 1 zu Petrolul Ploiești. Für Petrolul debütierte er am 21. September bei der 2:3-Heimniederlage gegen Steaua Bukarest. Beim rumänischen Klub wurde er zweimal (kein Tor) in der Liga und einmal (kein Tor) in der Cupa României eingesetzt. Zum Jahresanfang 2016 schloss er sich dem peruanischen Verein Real Garcilaso an, für den er 33 Erstligaspiele absolvierte und sechs Tore schoss. Zudem kam er viermal (kein Tor) in der Copa Sudamericana 2016 zum Einsatz. Anfang Januar 2017 verpflichtete ihn der chilenische Klub CD Cobresal, für den er bislang (Stand: 4. März 2017) zweimal (kein Tor) in der Liga auflief.

### Nationalmannschaft
Gallegos war Mitglied der von Fabián Coito trainierten uruguayischen U-15-Auswahl, die bei der U-15-Südamerikameisterschaft 2007 in Brasilien teilnahm und hinter dem Gastgeberland den zweiten Platz belegte. Er war Teil des Aufgebots der uruguayischen U-17 bei der U-17-Südamerikameisterschaft 2009 in Chile und bei der U-17-Weltmeisterschaft 2009 in Nigeria. Im WM-Turnier wurde er fünfmal eingesetzt und erzielte fünf Treffer und wurde gleichauf mit den Spielern Borja Bastón, Sani Emmanuel und Haris Seferović Torschützenkönig. Er nahm auch mit der uruguayischen U-20-Auswahl an der U-20-Südamerikameisterschaft 2011 in Peru teil. Im Verlaufe des Turniers wurde er viermal eingesetzt (kein Tor).

### Auszeichnungen
Im Rahmen der Ehrungen der besten uruguayischen Sportler des Zeitraums 2009–2010 („Deportista del Año“) wurde er am 28. März 2011 seitens des Comité Olímpico Uruguayo im Teatro Solís als bester Junioren-Sportler des Jahres 2009 in der Sparte „Fußball“ ausgezeichnet.

### Erfolge
- U-15-Vize-Südamerikameister 2007
- U-20-Vize-Südamerikameister 2011
- Uruguayischer Meister 2012/13